# Judianne Kelly
Judianne Kelly (* 1948) ist eine US-amerikanische Badmintonspielerin. 

## Karriere
Judianne Kelly gewann 1974 ihren ersten Titel bei den US-Meisterschaften. 15 weitere Titelgewinne folgten bis 1986. 1977 gewann sie bei der Panamerikameisterschaft die Damendoppelkonkurrenz mit Pam Bristol Brady. 1988 wurde sie in die US Badminton Hall of Fame aufgenommen.

## Sportliche Erfolge
| Saison | Veranstaltung              | Disziplin   | Platz | Name                               |
| ------ | -------------------------- | ----------- | ----- | ---------------------------------- |
| 1974   | USA: Einzelmeisterschaften | Mixed       | 1     | Mike Walker / Judianne Kelly       |
| 1975   | USA: Einzelmeisterschaften | Mixed       | 1     | Mike Walker / Judianne Kelly       |
| 1975   | USA: Einzelmeisterschaften | Dameneinzel | 1     | Judianne Kelly                     |
| 1976   | USA: Einzelmeisterschaften | Mixed       | 1     | Mike Walker / Judianne Kelly       |
| 1977   | Panamerikameisterschaft    | Damendoppel | 1     | Pam Bristol Brady / Judianne Kelly |
| 1977   | Panamerikameisterschaft    | Mixed       | 2     | Mike Walker / Judianne Kelly       |
| 1979   | USA: Einzelmeisterschaften | Damendoppel | 1     | Pam Brady / Judianne Kelly         |
| 1979   | USA: Einzelmeisterschaften | Mixed       | 1     | Mike Walker / Judianne Kelly       |
| 1980   | USA: Einzelmeisterschaften | Damendoppel | 1     | Pam Brady / Judianne Kelly         |
| 1980   | USA: Einzelmeisterschaften | Mixed       | 1     | Mike Walker / Judianne Kelly       |
| 1981   | USA: Einzelmeisterschaften | Damendoppel | 1     | Pam Brady / Judianne Kelly         |
| 1982   | USA: Einzelmeisterschaften | Damendoppel | 1     | Pam Brady / Judianne Kelly         |
| 1983   | USA: Einzelmeisterschaften | Damendoppel | 1     | Pam Brady / Judianne Kelly         |
| 1983   | USA: Einzelmeisterschaften | Mixed       | 1     | Mike Walker / Judianne Kelly       |
| 1985   | USA: Einzelmeisterschaften | Dameneinzel | 1     | Judianne Kelly                     |
| 1985   | USA: Einzelmeisterschaften | Mixed       | 1     | Mike Walker / Judianne Kelly       |
| 1985   | USA: Einzelmeisterschaften | Damendoppel | 1     | Pam Brady / Judianne Kelly         |
| 1986   | USA: Einzelmeisterschaften | Mixed       | 1     | Mike Walker / Judianne Kelly       |